# Балацький Дмитро Євменович
Дмитро Євменович Балацький  (26 жовтня 1902, Гайсин — 15 березня 1981, Полтава) — український хоровий диригент, один із засновників капел «Зірка» (Гайсин) та «Хорансу» (Київ), художній керівник зразкової капели бандуристів, хорових капел одеської та полтавської філармоній, автор музичного перекладу для бандури до пісні «Розпрягайте, хлопці, коні».

## Біографія
Народився у Гайсині де ще юнаком керував аматорською хоровою капелою. Професійну освіту здобув у Київському музично-драматичному інституті (1929).
Керівник Державної капели бандуристів (від 1937-го). Арештований 1 вересня 1938 року за «активне проведення антирадянської агітації, розповсюдження провокаційних чуток, участь у контреволюційній організації». Особливою нарадою НКВС від 21.10.1938 року по справі 1615086 за статтями 54-10, 54-11 КК УРСР засуджено до ув'язнення в концентраційних таборах Казахстану терміном на 5-ть років. Дмитро Балацький був одним із небагатьох бандуристів, який під час допитів виявив неабияку мужність, не визнавши своєї вини і не обмовивши нікого зі своїх друзів чи колег. У 1939 році подавав заяву на касацію вироку, яку було відхилено.
Після повернення з заслання з часом влаштувався художнім керівником в одеській філармонії (1947—1948). 1949 року одержав призначення на посаду керівника хорового колективу обласної філармонії до Полтави. Понад 20 років керував чоловічим вокальним ансамблем музичної школи при філармонії. Викладав у вечірній музичній школі, керував робітничими хорами.

## Творчість
У репертуарах усіх хорових колективів, якими керував Дмитро Балацький у 50-х — 70-х роках XX століття, обов'язково були твори Т. Шевченка. Дбав про популяризацію української пісні. Є автором музики «Розпрягайте, хлопці, коні».

## Вшанування пам'яті
Максим Рильський присвятив Балацькому вірш «Бетховен» (1932). 
У місті Полтава іменем Дмитра Балацького найменовано одну з вулиць.